# Hylaeamys tatei
Hylaeamys tatei conocido como Oryzomys de Tate o rata arrocera de Tate, es una especie de roedores de América del Sur de la familia Cricetidae. 

## Hábitat
Se sabe que habita solo de las estribaciones orientales de los Andes en el centro de Ecuador, donde se ha encontrado en elevaciones desde 1.130 hasta 1.520 m s. n. m. Está estrechamente relacionado con Hylaeamys yunganus, que habita en toda la Amazonia. La especie se encuentra en la selva tropical, probablemente es de hábitos terrestres y nocturnos. Su nombre honra al zoólogo George Henry Hamilton Tate.

## Literatura citada
- Tirira, D. & Weksler, M. (2008). "Hylaeamys tatei". IUCN Red List of Threatened Species. Version 2009.1. International Union for Conservation of Nature. Consultado el 27 de junio de 2009.
- Weksler, M.; Percequillo, A. R.; Voss, R. S. (19 de octubre de 2006). «Ten new genera of oryzomyine rodents (Cricetidae: Sigmodontinae)». American Museum Novitates (Nueva York: American Museum of Natural History) 3537: 1-29. ISSN 0003-0082. doi:10.1206/0003-0082(2006)3537[1:TNGOOR]2.0.CO;2.